# Kiryat-Yam
Kiryat-Yam (Hébreu : קרית ים) est une ville du district de Haïfa en Israël. Elle constitue l'une des villes que l'on surnomme Krayot (pluriel de Kiryat). Les villes proches de Kiryat Bialik, Kiryat-Motzkin, Kiryat Ata font également partie des Krayot.
Kiryat-Yam est situé à 8 km au nord de Haïfa. Fondée en 1941, elle a obtenu le statut de ville en 1976. La moitié de sa population est originaire de l'ex-URSS.

## Jumelages

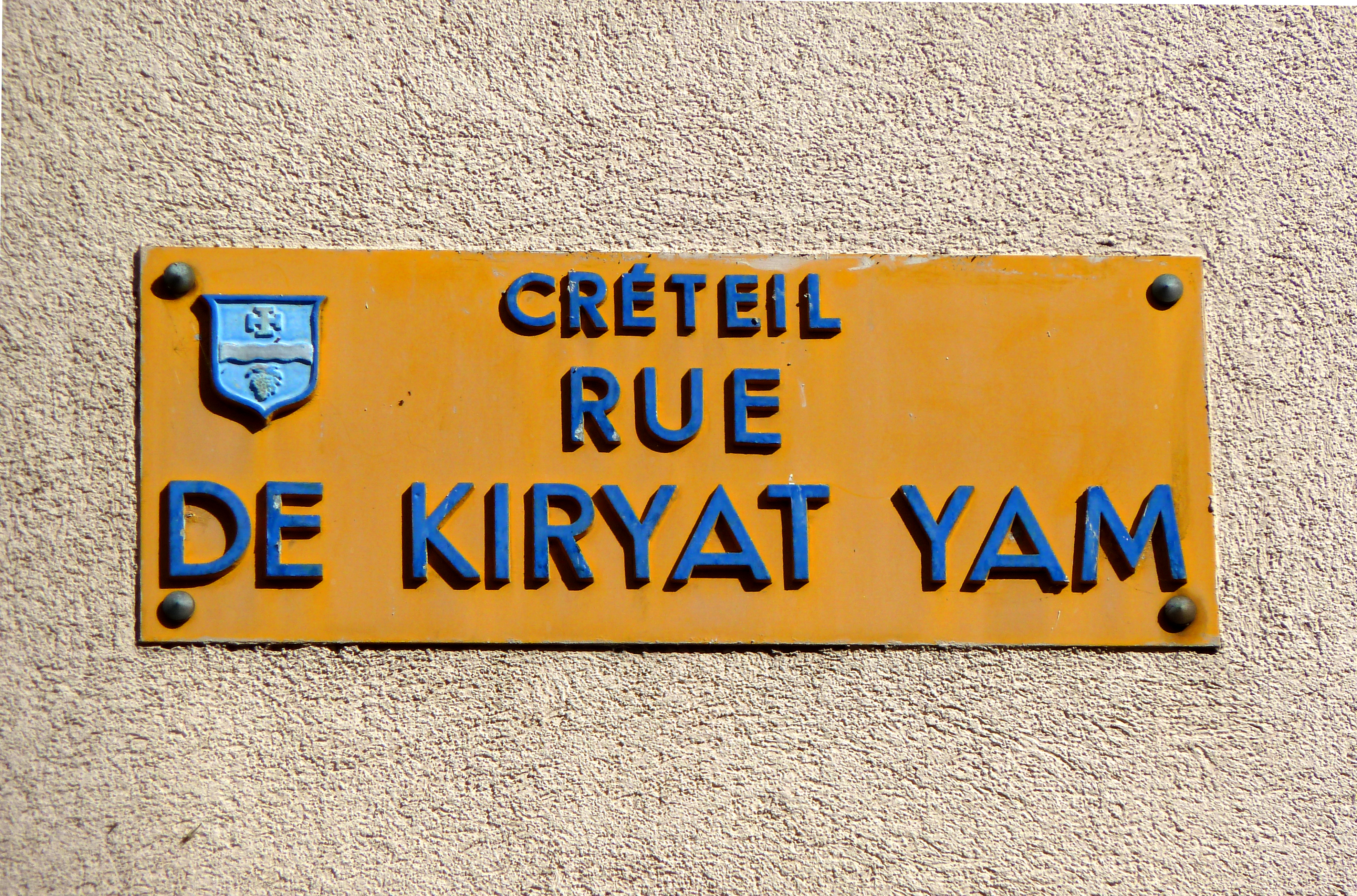
Rue de Kyriat Yam à Créteil

| Ville | Ville                                      | Pays | Pays      | Période     |
| ----- | ------------------------------------------ | ---- | --------- | ----------- |
|       | arrondissement de Friedrichshain-Kreuzberg |      | Allemagne | depuis 1990 |
|       | Créteil                                    |      | France    |             |
|       | Kislovodsk                                 |      | Russie    |             |
|       | Makó                                       |      | Hongrie   |             |